# Jewgenija Maximowna Rudnewa

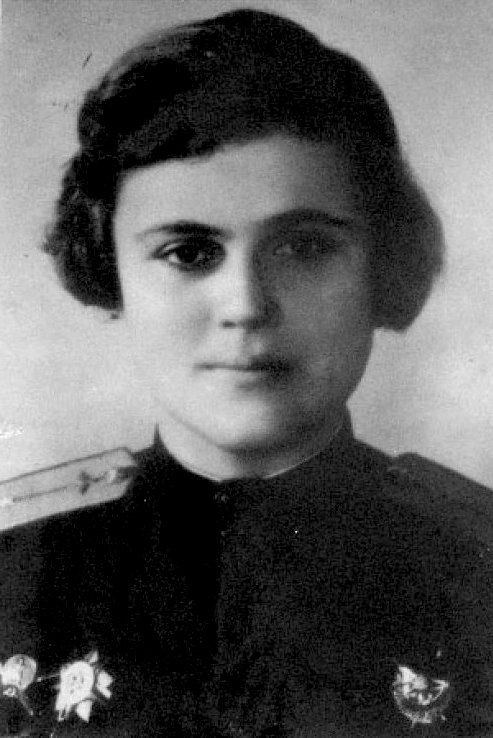
Oberleutnant Jewgenija Rudnewa

Jewgenija Maximowna Rudnewa (russisch Евгения Максимовна Руднева; * 24. Dezember 1920 in Berdjansk; † 9. April 1944 bei Kertsch) war eine sowjetische Bomberpilotin.

## Leben
Während des Zweiten Weltkriegs leistete sie Militärdienst bei den nur aus Frauen bestehenden Nachthexen, welche nachts mit einfachen Doppeldeckern Polikarpow Po-2 Kampfeinsätze flogen.
Jewgenija Rudnewa wurde bei ihrem 645. Einsatz abgeschossen.
Postum wurde ihr der Titel Held der Sowjetunion verliehen. Der Asteroid (1907) Rudneva ist nach ihr benannt.